# Nirvan Richter
Karl Erik Anand Nirvan Richter, född Erik Johansson den 16 november 1954, är en svensk arkitekt och möbelformgivare samt grundare av företaget Norrgavel.

## Biografi
Nirvan Richter föddes och växte upp i Stockholm. År 1974, samma år som han tog studenten, bytte syskonen Johansson  efternamn till Richter, deras danska mormors efternamn som ogift. År 1999 kompletterades förnamnet med Anand Nirvan, via hans indiske meditationsmästare och Nirvan har därefter varit hans tilltalsnamn.
Hösten 1975 påbörjade Nirvan Richter den fyraåriga arkitekturutbildningen vid KTH, Kungliga Tekniska högskolan i Stockholm. Utbildningens avslutande examensarbete med titeln "Natur och tid i lägenhet? En betraktelse över några värden som skulle kunna berika vår tids bostadslägenheter" innehöll många av de filosofiska grundtankarna bakom Norrgavel. Under examensarbetet fortsatte Richter att utbilda sig och arbeta som arkitekt. Han gick olika snickerikurser, bland annat på Slöjdargården i Norberg, studerade träteknik och läste arkitektpsykologi på KTH. Sommaren 1986 deltog han i en sommarkurs på Malmstens Capellagården i Vickelby på Öland och hösten 1986 började han på Malmstens Verkstadsskola i Stockholm. En av hans kurskamrater, Maria Månsson var senare med vid starten av Norrgavel och blev så småningom VD för företaget.
Nirvan Richter var arkitekt för Carl Malmstensutställningen "Inspiration och förnyelse" på Nordiska museet i Stockholm 1988, en utställning som arrangerades av Malmstens Verkstadsskola och Capellagården tillsammans med Nordiska museet.
Richter grundade bolaget Norrgavel i Lund år 1991, vars huvudkontor senare flyttade till Malmö. I augusti 1994 registrerades aktiebolaget Norrgavel AB.
Norrgavel deltog på bostadsmässan Bo93 på Stumholmen i Karlskrona och av de 18 prototyper som visades på mässan sattes 12 i produktion – bland annat Länstol och Träsoffa. 
Nirvan Richter har varit gift med Catherine Richter och de har tillsammans fyra barn. Barnen Sofie och David Richter övertog 2021 ledningen för Norrgavel.